# Marcus Laurinus jr.
Marcus Laurinus (Brugge, 1525 - Calais, 14 maart 1581) was een humanist, collectioneur, bibliofiel en numismaat.

## Levensloop
Marcus Laurinus, heer van Watervliet, ook Laurijns genaamd, was de neef van Marcus Laurinus de deken van de Sint-Donaaskathedraal en de zoon van Matthias Laurijns, heer van Watervliet (zie over hem lemma Marcus Laurinus). Guido Laurin was zijn broer.
Vanaf zijn jeugdjaren had Laurinus de passie van het verzamelen. Hij wijdde er zijn ganse leven aan en bleef ongehuwd.

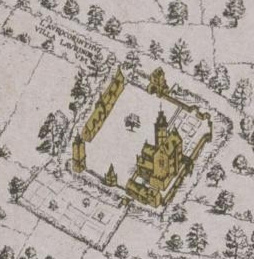
"Laurocorinthus Villa Laurinorum", detail te zien op Marcus Gerards' kaart van Brugge uit 1562.

Hij woonde in een herenwoning in de Oude Burg, dat Hof van Watervliet werd genoemd. Het Blauhuys op Sint-Kruis, zomerverblijf van de familie herdoopte hij tot Laurocorinthus.
Marcus Laurinus was numismaat. Hij legde een uitgebreide collectie oude munten aan en nam zich voor een geschiedenis van de Oudheid te schrijven, op basis van munten en epigrafische teksten. Om dit te realiseren deed hij beroep op Hubertus Goltzius en financierde zijn reizen. Van 1558 tot 1560 trok Goltzius door Europa om er munten te kopen voor Laurinus en om van duizenden munten tekeningen te maken. Er zouden tweemaal zes volumes worden gepubliceerd, de ene gewijd aan de Griekse, de andere aan de Romeinse munten. Om dit te realiseren financierde Laurinus in 1562 een drukkerij, die door Goltzius zou geleid worden. In 1563 verscheen een eerste volume, gewijd aan Julius Caesar. In 1566 (het jaar van de Beeldenstorm) een tweede, gewijd aan de munten onder de consuls. Het derde volume was gewijd aan keizer Augustus. In 1573 verscheen een eerste volume over Griekse munten. Naast het werk van Marcus Laurinus, drukte Goltzius nog negen andere boeken die tot de humanistenliteratuur gerekend worden. De drukkerij bleef zwaar verlieslatend en kostte Laurinus een fortuin.
In 1578 kwam een calvinistisch bestuur aan de macht in Brugge. Aan Laurinus werd bevolen zijn buitenverblijf, voor de poorten van Sint-Kruis, te slopen. Op 24 februari 1580 werd hij door dit bestuur uit Brugge verbannen. Hij nam zijn collecties mee, maar onderweg naar Oostende werd hij beroofd. Hij reisde verder naar Calais waar hij, helemaal berooid, op 14 maart 1581 overleed.

## Publicatie
- Fasti magistratum et triumphorum Romanorum, 1566.